# Ólafur pái Höskuldsson
Ólafur pái Höskuldsson apodado Olaf el Pavo Real (nórdico antiguo: Ólafr Pái) (936-1004) fue un mercader y caudillo vikingo de la temprana Mancomunidad Islandesa. Su apodo «Pavo Real» se refiere a un orgulloso uso de su vestuario majestuoso. Es uno de los personajes principales de la saga de Laxdœla. Hijo de una esclava, Olaf se convirtió en uno de los más ricos terratenientes en Islandia y jugó un papel relevante en la política y sociedad islandesas durante la segunda mitad del siglo X. En la literatura medieval escandinava, cabe resaltar su mención en Saga de Egil Skallagrímson, saga de Njál, Saga de Gunnlaugs ormstungu, Saga de Kormák, saga de Grettir, y Landnámabók, entre otros.

## Nacimiento e infancia
Olaf era hijo de Hoskuld Dala-Kollsson, un caudillo de la región de Laxardal, Islandia y bisnieto de Thorstein el Rojo. Según la saga de Laxdœla, Hoskuld adquirió una esclava presuntamente muda de un mercante del Rus de Kiev en Brännö durante una expedición comercial en Noruega, y la hizo su concubina mientras estaba lejos de su esposa Jorunn Bjarnadottir. Cuando Hoskuld regresó a la isla, llevó a la concubina consigo. Al margen del enfado de Jorunn, la concubina fue tolerada en la casa de Hoskuld ya que permanecía fiel a su esposa mientras estuvo en Islandia. Al siguiente invierno, la concubina dio a luz, un hijo al que llamaron Olaf en honor a un tío de Hoskuld recientemente fallecido, Olaf Feilan.
La saga de Laxdaela cita que Olaf era un muchacho precoz, que hablaba y caminaba perfectamente a la edad de dos años. Un día Hoskuld descubre que la esclava hablaba con su hijo; de hecho ella no era muda. Cuando él habla con ella descubre que es una princesa irlandesa llamada Melkorka capturada durante una expedición vikinga, y que su padre era un rey irlandés llamado «Myrkjartan» (el historiador Magnusson resalta que existieron varios caudillos irlandeses con el nombre de «Muirchertach»). Poco después una discusión entre Jorunn y Melkorka fuerza a Hoskuld a trasladar a su concubina y su hijo a otra granja que, a partir de entonces, se conocería como Melkorkustaðir. Landnámabók menciona que Hoskuld y Melkorka tuvieron otro hijo, Helgi, pero tal figura no aparece en la saga de Laxdœla.
A la edad de siete años, pese a las objeciones de su madre, Olaf se convierte en hijo adoptivo y heredero de un rico goði  sin descendencia llamado Thord, que estaba inmerso en aquel momento en un complicado litigio con los familiares de su exesposa Vigdis Ingjaldsdóttir (descendiente de Thorstein el Rojo). La adopción de Olaf complicó aún más la situación de llegar a una profunda enemistad y amenazar con venganzas de sangre, pero Hoskuld preparó una compensación para la familia de Vigdis con obsequios. Gracias a la iniciativa de Hoskuld, Thord obtuvo la protección del poderoso caudillo, y Hoskuld a su vez aseguraba una herencia para su hijo ilegítimo más allá de la limitada herencia que podía dejar a Olaf según el Grágás (leyes islandesas). Olaf acompañó a Thord al Althing cuando cumplió los doce años, y su vestimenta comportó el apodo de «Pavo Real».

## Primeras expediciones
Hacia 956, Olaf, animado por Melkorka, decidió viajar al extranjero en busca de fortuna. Hoskuld se opuso y no le iba a ayudar con mercancías, y la propiedad de Thord era principalmente bienes inmóviles y de tierras. En parte para financiar la expedición, su madre se casó con Þorbjörn skrjúpur, un bóndi que anteriormente la había ayudado en gestionar Melkorkustaðir. Melkorka y Thorbjorn tuvieron un hijo llamado Lambi. Olaf navegó hasta Noruega con Orn, un capitán y huscarle del hird del rey Harald II de Noruega. Obtuvo grandes honores en la corte de Harald, y era el favorito de la madre del rey, Gunnhildr konungamóðir, quien, según fuentes islandesas había sido amante del tío de Olaf Hrut Herjolfsson. Cuando Olaf expresó el deseo de encontrar a la familia de su madre en irlanda, Gunnhild financió su viaje.
Olaf se dirigió a Irlanda con Orm en busca del pueblo de su madre, llevando consigo monedas y regalos de Melkorka para su padre y su ama. Durante el trayecto, la nave se perdió en una densa niebla; llegaron a la costa irlandesa pero lejos de la protección de los longphorts y fueron atacados por irlandeses locales, al margen de los esfuerzos de Olaf, que hablaba gaélico irlandés e intentaba negociar el paso libre con ellos.
Por suerte, llegó el caudillo local y resultó que era el abuelo de Olaf, Myrkjartan. Olaf permaneció con Myrkjartan durante un tiempo, y el rey, según la saga de Laxdœla, incluso le ofreció a Olaf ser su heredero. Olaf, no obstante, prefirió regresar a Noruega, para no provocar a los hijos de Myrkjartan y volver a la corte del rey Harald, donde siguió siendo grandemente honrado por ambos, el rey y su madre Gunnhild.

## Regreso a Islandia
Olaf regresó a su hogar hacia 957 siendo un hombre rico. A su regreso, su padre Hoskuld acordó su matrimonio con Thorgerd Egilsdottir, la hija de Egill Skallagrímsson Thorgerd al principio se negaba a casarse con el hijo de una esclava, rechazando que la madre de Olaf fuese realmente una princesa. No obstante, al final accedió tras una larga conversación privada con el pretendiente. En la boda, Olaf ofreció a Egil una espada ornamentada de Irlanda.
Olaf y Thorgerd vivieron felices por algún tiempo en Hoskuldstead. Hacia 962 Thord, padre adoptivo de Olaf, muere y deja su propiedad y goðorð a Olaf con lo que compró tierra y construyó un Nuevo hogar en Hjardarholt, que, según la saga, tuvo que "limpiar" de la presencia del draugr del anterior propietario, Hrapp. Con el tiempo la gente comenzó a asentarse cerca de las propiedades de Olaf y reconocerle como su goði. El aumento de poder, influencia y riqueza provocó los cellos de la esposa de Hoskuld, Jorunn. En el mismo periodo, Olaf y Thorged tuvieron una hija, Thurid Olafsdóttir. Hjardarholt fue renovada de sus ricas decoraciones; dos décadas más tarde, el escaldo Úlfr Uggason compuso el famoso poema Húsdrápa, basándose en las escenas mitológicas que ilustraban las paredes de la casa.
La hermanastra de Olaf Hallgerðr Höskuldsdóttir casó con Gunnar Hámundarson, un caudillo vikingo que vivía en Hlíðarendi, al sur de Islandia. Olaf y Gunnar se hicieron muy buenos amigos.
Hoskuld murió hacia 965, dejando a Olaf toda su fortuna en marcos en oro, causando cierta tensión entre Olaf y los herederos legítimos de Hoskuld, Bard y Thorleik Hoskuldsson. Como hijo ilegítimo, Olaf solo tenía derecho a un marco de la fortuna de su padre; no obstante, tal cantidad de entendía en masa en plata, no en oro. Olaf suavizó la situación pagando un tercio del funeral y el festín por Hoskuld.

## Segunda expedición a Noruega y consecuencias
Hacia 975, a pesar de las objeciones de su esposa, Olaf organizó una segunda expedición a Noruega. Permaneció como huésped de un vikingo llamado Geirmund el Ruidoso y también visitó al jarl de Lade Håkon Sigurdsson, este último le regaló una remesa de madera para que se lo llevara a su tierra. A su regreso Olaf se llevó consigo a Geirmund que se enamoró de Thurid, hija de Olaf. El padre en un principio se opuso, pero Geirmund sobornó a Thorgerd para conseguir la aceptación de Olaf. El matrimonio no fue feliz y tras tres años Geirmund decidió abandonar Islandia sin dejar dinero ni recursos para su familia, esposa e hija. Thurid enojada, abordó su nave antes de partir, robó su famosa espada bautizada como "mordedora de piernas" y dejó a la hija de ambos [Groa] en el barco. Geirmund maldijo la espada y antes de llegar a Noruega naufragaron, ahogándose todos los que viajaban en la nave a excepción de la niña.

## Los últimos años
A finales del siglo X, los familiares de Olaf y su amigo Gunnar se vieron involucrados en una trifulca sangrienta con varios terratenientes. Gunnar era amigo íntimo de Njáll Þorgeirsson de Bergþórshvoll y le solicitaba consejo a menudo. Njáll le decía que nunca matase a dos hombres de la misma familia, pues esto le podría llevar a la muerte. La predicción fue cierta. Cuando Gunnar mató a dos hombres, vinculados familiarmente con Gizur el Blanco, la familia clamó venganza y sus hombres se dirigieron a Hlíðarendi para matarle. Njáll recomendó a Gunnar abandonar Islandia y dirigirse al extranjero para librarse de tal suerte. Al principio, Gunnar pretendió partir, pero cuando observó sus propiedades a distancia y la belleza que rodeaba su hacienda, cambió su parecer y retrocedió. A partir de aquí se inician los acontecimientos que desembocaría a una batalla épica y su muerte.
El hijo favorito Kjartan viajó con su primo Bolli Þorleiksson y ambos estaban muy unidos pero se fueron distanciando cuando Bolli se casó con la mujer que amaba Kjartan, Guðrún Ósvífursdóttir. Según Oddr Snorrason, Olaf había pronosticado que la lucha se produciría entre Kjartan y Bolli. La tensión fue creciendo entre los primos hasta que la enemistad se convirtió en un asunto de sangre cuando Bolli mató a Kjartan con la espada "mordedora de piernas" en 1003 que precisamente había sido regalada a Bolli por su prima Thurid, hermana de Kjartan.
Olaf renunció a la persecución por el asesinato, y requirió una compensación económica a cambio; en contraste con los hermanos de Gudrun, quienes habían incitado a Bolli a luchar contra su primo, enviado al exilio. El historiador Jesse Byock contrasta la magnificencia de Olaf con Bolli en relación con el concepto de venganza que expresaba su esposa Thorgerd:
Olaf sabía que Kjartan, que estuvo involucrado en un triangulo amoroso con Bolli y su esposa Gudrun Osvifrsdottir, provocó su desgracia actuando de forma agresiva. En términos islandeses, Kjartan había cruzado los límites aceptables de desmesura. Mientras Olaf quiere mantener la solidaridad de la gran familia, manteniendo buenas relaciones con hermanos e hijos, el concepto de Thorgerd es diferente; ella enfoca de forma estrecha su postura sobre el honor de la familia nuclear.
Olaf murió en 1006, y su esposa en consecuencia se lanzó a una deriva de venganzas cobrando con sangre la muerte de su hijo, incluido Thorkel, que había sido testigo de la muerte de Kjartan pero se mantuvo indiferente y decidió no intervenir. Bolli murió en manos de los hijos de Olaf y sus aliados en una incursión liderada por Thorgerd. Doce años más tarde, Gudrun, con ayuda de Snorri Goði, mataron a un número de asesinos de Bolli también como venganza.

## Herencia
Fruto de su matrimonio con Þorgerður Egilsdóttir (n. 931) tuvo nueve hijos:
- Þorbjörg Ólafsdóttir (n. 955), que casaría en primeras nupcias con Ásgeir Knáttarsson (n. 990), un personaje de la saga Eyrbyggja,[48] y en segundas nupcias con Vemundur Þorgrímsson.
- Kjartan Ólafsson, según la saga de Laxdœla el favorito de su padre.[49]
- Steinþór Ólafsson (n. 961)
- Þorbergur Ólafsson (n. 963)
- Halldór Ólafsson (n. 965)
- Helgi Ólafsson (n. 967)
- Höskuldur Ólafsson (n. 969)
- Bergþóra Ólafsdóttir (n. 971), que casaría con Þórhallur Oddsson.
- Þuríður Ólafsdóttir (n. 973) que casaría en primeras nupcias con el vikingo Geirmund el Ruidoso, personaje de la saga de Laxdœla,[50] y fueron padres de Gróa (n. 993); padre e hija murieron en un naufragio; Þuríður posteriormente casaría con Guðmundur Sölmundsson.